# Velje Duboko
Velje Duboko este un sat din comuna Kolašin, Muntenegru. Conform datelor de la recensământul din 2003, localitatea are 90 de locuitori (la recensământul din 1991 erau 124 de locuitori).

## Demografie
În satul Velje Duboko locuiesc 76 de persoane adulte, iar vârsta medie a populației este de 47,5 de ani (47,4 la bărbați și 47,6 la femei). În localitate sunt 35 de gospodării, iar numărul mediu de membri în gospodărie este de 2,57.
Această localitate este populată majoritar de sârbi (conform recensământului din 2003).
|  |

| Demografie | Demografie | Demografie |
| An         | Locuitori  | Locuitori  |
| ---------- | ---------- | ---------- |
|            |            |            |
|            |            |            |
|            |            |            |
|            |            |            |
| 1948       | 313        |            |
| 1953       | 343        |            |
| 1961       | 321        |            |
| 1971       | 289        |            |
| 1981       | 179        |            |
| 1991       | 124        | 124        |
| 2003       | 90         | 90         |

| \| Componența etnică conform recensământului din 2003[2] \| Componența etnică conform recensământului din 2003[2] \| Componența etnică conform recensământului din 2003[2] \| Componența etnică conform recensământului din 2003[2] \| Componența etnică conform recensământului din 2003[2] \| \| ----------------------------------------------------- \| ----------------------------------------------------- \| ----------------------------------------------------- \| ----------------------------------------------------- \| ----------------------------------------------------- \| \| \| \| \| \| \| \| Sârbi \| Sârbi \| \| 84 \| 93,33% \| \| Muntenegreni \| Muntenegreni \| \| 6 \| 6,66% \| \| necunoscută \| necunoscută \| \| 0 \| 0% \| |              |  |    |        |
| Componența etnică conform recensământului din 2003 |              |  |    |        |
| |              |  |    |        |
| Sârbi | Sârbi        |  | 84 | 93,33% |
| Muntenegreni | Muntenegreni |  | 6  | 6,66%  |
| necunoscută | necunoscută  |  | 0  | 0%     |